# Мальдіви на літніх Олімпійських іграх 2024
Мальдіви брали участь у літніх Олімпійських іграх 2024 в Парижі, які тривали з 26 липня по 11 серпня 2024 року. Це була десята участь країни на літніх Олімпійських іграх з моменту офіційного дебюту на літніх Олімпійських іграх 1988 року.

## Спортсмени
Мальдіви на Олімпійських іграх 2024 року представляли 5 спортсменів у 4 видах спорту, в тому числі 2 чоловіки і 3 жінки.

### Легка атлетика
Мальдіви на літніх Олімпійських іграх 2024 представляв один спринтер, Ібадулла Адам, який зайняв 5-те місце у кваліфікаційному забігу на змаганнях з бігу на 100 метрів серед чоловіків з часом 10,55 сек, чого виявилось недостатньо для проходження до наступного етапу змагань.

### Бадмінтон
У змаганнях з бадмінтону Мальдіви представляла одна спортсменка. Учасниця Олімпійських ігор у Токіо 2020 року Фатімат Набааха Абдул Раззак отримала місце на змаганнях за універсальною квотою. На іграх мальдівська бадмінтоністка виступала в одиночному розряді серед жінок. У груповому турнірі Абдул Раззак поступилася індійській спортсменці Пусарла Венката Сінду та естонській бадмінтоністці Крістін Кууба, та вибула з подальших змагань.

### Плавання
Мальдіви отримали 2 місця на змаганнях із плавання на літніх Олімпійських іграх 2024 року за універсальною квотою. У плаванні на 50 метрів вільним стилем серед чоловіків Мохамед Аан Хусейн у попередньому запливі показав лише загальний 50-ий час із результатом 24,22 сек, та не потрапив до фінального запливу. У плаванні на 50 метрів вільним стилем серед жінок Айшат Улія Шайг з часом 29,39 сек зайняла лише 56-те місце у попередньому запливі, та також не потрапила до фіналу.

### Настільний теніс
Мальдіви вперше отримали одне місце на змаганнях із настільного тенісу на літніх Олімпійських іграх 2024 року. На іграх країну представляла Фатіма Дхіма Алі, яка отримала місце на іграх після перемоги в одиночному турнірі серед жінок на кваліфікаційному турнірі Південної Азії 2024 у непальській столиці Катманду. На іграх мальдівська спортсменка виступила в одиночному розряді серед жінок, де в попередньому раунді поступилася польській спортсменці Катажині Вегжин, та вибула з подальшої боротьби.